# Comuna de Puszcza Mariańska
Puszcza Mariańska (polaco: Gmina Puszcza Mariańska) é uma gminy (comuna) na Polónia, na voivodia de Mazóvia e no condado de Żyrardowski. A sede do condado é a cidade de Puszcza Mariańska.
De acordo com os censos de 2004, a comuna tem 8431 habitantes, com uma densidade 59,2 hab/km².

## Área
Estende-se por uma área de 142,41 km², incluindo:
- área agricola: 62%
- área florestal: 32%

## Demografia
Dados de 30 de Junho 2004:
|                      | Total   | Total | Mulheres | Mulheres | Homens  | Homens |
| -------------------- | ------- | ----- | -------- | -------- | ------- | ------ |
|                      | pessoas | %     | pessoas  | %        | pessoas | %      |
| População            | 8431    | 100   | 4203     | 49,9     | 4228    | 50,1   |
| Densidade (pop./km²) | 59,2    | 100   | 29,5     | 29,5     | 29,7    | 29,7   |

De acordo com dados de 2002, o rendimento médio per capita ascendia a 1208,95 zł.

## Subdivisões
- Aleksandria, Bartniki, Bednary, Biernik, Budy Zaklasztorne, Długokąty, Długokąty Małe, Górki, Grabina Radziwiłłowska, Huta Partacka, Kamion, Karnice, Korabiewice, Lisowola, Michałów, Mrozy, Nowa Huta, Nowy Łajszczew, Puszcza Mariańska, Radziwiłłów, Sapy, Stary Karolinów, Stary Łajszczew, Studzieniec, Waleriany, Zator.

## Comunas vizinhas
- Bolimów, Kowiesy, Mszczonów, Nowy Kawęczyn, Radziejowice, Skierniewice, Wiskitki, Żyrardów